# Lödöse
Lödöse – miejscowość (tätort) w Szwecji, w regionie administracyjnym (län) Västra Götaland, w gminie Lilla Edet.
Według danych Szwedzkiego Urzędu Statystycznego liczba ludności wyniosła: 1540 (31 grudnia 2015), 1840 (31 grudnia 2018) i 1882 (31 grudnia 2019).